# Dymasius
Dymasius is een kevergeslacht uit de familie van de boktorren (Cerambycidae). De wetenschappelijke naam van het geslacht werd voor het eerst geldig gepubliceerd in 1864 door Thomson.

## Soorten
Dymasius omvat de volgende soorten:
- Dymasius asperulus Holzschuh, 2006
- Dymasius aureofulvescens Gressitt & Rondon, 1970
- Dymasius bicuspis Holzschuh, 2006
- Dymasius brevipes Holzschuh, 1991
- Dymasius carinipennis Holzschuh, 1991
- Dymasius cos Holzschuh, 1998
- Dymasius cuneatulus Holzschuh, 2005
- Dymasius exilis Holzschuh, 1991
- Dymasius festivus Holzschuh, 2006
- Dymasius flavimembris Hüdepohl, 1989
- Dymasius gilvago Holzschuh, 1999
- Dymasius gracilicornis (Gressitt, 1951)
- Dymasius gracilicornis Hüdepohl, 1998
- Dymasius hefferni Holzschuh, 2005
- Dymasius indigus Holzschuh, 2008
- Dymasius lepidus Holzschuh, 2005
- Dymasius lumawigi Hüdepohl, 1990
- Dymasius macilentus (Pascoe, 1859)
- Dymasius maculatus Gressitt & Rondon, 1970
- Dymasius mandibularis (Gahan, 1891)
- Dymasius minor Gahan, 1906
- Dymasius miser Holzschuh, 2005
- Dymasius moestulus Holzschuh, 2005
- Dymasius nimbatus Holzschuh, 1991
- Dymasius nodifer Holzschuh, 2005
- Dymasius sumbaensis Franz, 1972
- Dymasius turgidulus Holzschuh, 1991
- Dymasius verticosus Holzschuh, 2010
- Dymasius vitreus Pascoe, 1885
- Dymasius ysmaeli Hüdepohl, 1990